# 李学哲
李 学哲（リ・ハクチョル、朝鮮語: 리학철）は、朝鮮民主主義人民共和国の政治家。朝鮮労働党中央委員会委員候補。採取工業相、最高人民会議代議員などを歴任した。

## 経歴
出生地や生年月日は不明。2012年1月に採取工業副相に任命され、2014年1月に採取工業相に昇進した。同年3月9日に最高人民会議第13期代議員に選出され、4月9日に開催された最高人民会議第13期第1回会議で採取工業相に再任された。2016年5月9日に開催された朝鮮労働党第7次大会で朝鮮労働党中央委員会委員候補に選出されたが、2018年に採取工業相を解任された。
2021年1月5日から開催された朝鮮労働党第8次大会で朝鮮労働党中央委員会委員候補から脱落した。

## 参考サイト
- 북한정보포털

| 先代姜民哲 | 採取工業相2014年 - 2018年 | 次代廉哲粹 |